# تريفور بوكير
تريفور بوكير (بالإنجليزية: Trevor Booker)‏ مواليد 25 نوفمبر 1987 في نيوبيري، هو لاعب كرة سلة محترف أمريكي بدأ مسيرته الاحترافية في سنة 2010 حيث تم اختياره من قبل فريق مينيسيوتا تيمبر وولفز خلال الدرافت، يلعب مع فريق يوتاه جاز في الرابطة الوطنية لكرة السلة ويحمل الرقم 33. يبلغ طوله 6 قدم 8 بوصة (2.0 م).

## فرق لعب لها
- واشنطن ويزاردز
- يوتاه جاز

## إحصائيات المسيرة

### الموسم الاعتيادي
| السنة   | الفريق         | لعب | بدأ | دقيقة | ميداني% | ثلاثية | حرة  | ارتداد | صنع | استلاب | تصدي | نقطة |
| ------- | -------------- | --- | --- | ----- | ------- | ------ | ---- | ------ | --- | ------ | ---- | ---- |
| 2010–11 | واشنطن ويزاردز | 65  | 14  | 16.4  | .549    | .000   | .673 | 3.9    | .5  | .4     | .6   | 5.3  |
| 2011–12 | واشنطن ويزاردز | 50  | 32  | 25.2  | .531    | .500   | .602 | 6.5    | .8  | 1.0    | .9   | 8.4  |
| 2012–13 | واشنطن ويزاردز | 48  | 14  | 18.5  | .491    | .000   | .556 | 5.0    | .8  | .7     | .3   | 5.3  |
| 2013–14 | واشنطن ويزاردز | 72  | 45  | 21.6  | .551    | .000   | .618 | 5.3    | .9  | .6     | .6   | 6.8  |
| 2014–15 | يوتاه جاز      | 79  | 5   | 19.8  | .487    | .345   | .581 | 5.0    | 1.1 | .5     | .5   | 7.2  |
| 2015–16 | يوتاه جاز      | 79  | 2   | 20.7  | .490    | .293   | .670 | 5.7    | 1.1 | .7     | .5   | 5.9  |
| المسيرة |                | 393 | 112 | 20.3  | .515    | .311   | .617 | 5.2    | .9  | .6     | .6   | 6.5  |

### التصفيات
| السنة   | الفريق         | لعب | بدأ | دقيقة | ميداني% | ثلاثية | حرة  | ارتداد | صنع | استلاب | تصدي | نقطة |
| ------- | -------------- | --- | --- | ----- | ------- | ------ | ---- | ------ | --- | ------ | ---- | ---- |
| 2014    | واشنطن ويزاردز | 9   | 1   | 16.2  | .448    | .000   | .667 | 4.3    | .9  | .2     | 1.0  | 3.3  |
| المسيرة |                | 9   | 1   | 16.2  | .448    | .000   | .667 | 4.3    | .9  | .2     | 1.0  | 3.3  |

## روابط خارجية
- تريفور بوكير على موقع إن بي أي (الإنجليزية)
- تريفور بوكير على موقع سبورتس رفرنس (الإنجليزية)
- تريفور بوكير على موقع كرة السلة الأوروبية.كوم (الإنجليزية)
- تريفور بوكير على موقع إي إس بي إن.كوم (الإنجليزية)
- تريفور بوكير على موقع كلية كرة السلة في سبورتس رفرنس.كوم (الإنجليزية)
- تريفور بوكير على موقع ريلجم (الإنجليزية)
- تريفور بوكير على موقع بروبوليرز (الإنجليزية)